# Montdidier French National Cemetery
Montdidier French National Cemetery is een begraafplaats gelegen in de Franse plaats Montdidier (Somme). De militaire graven worden onderhouden door de Commonwealth War Graves Commission.
De begraafplaats telt 24 geïdentificeerde Gemenebest graven uit de Tweede Wereldoorlog.